# Ятрофа цельнокрайняя
Ятрофа цельнокрайняя (лат. Jatropha integerrima) или обиходное название Коралловый цветок — вид растений, относящийся к роду ятрофы (Jatropha). Это кустарник или вечнозеленое маленькое дерево, которое может вырасти до высоты около четырех метров в самой высокой точке. При выращивании он обычно остается ниже. 
Листья расположены очерёдно и имеют длину 5–15 см и ширину 3–8 см. Листья ярко-зеленого цвета, но различаются по форме: обычно листья цельнокрайние, овально-заостренные, но иногда разнолопастные. Цветки собраны в кистевидные соцветия, расположенные на концах цветоносов длиной 5–10 см. Цветки однополые, около 3 см в диаметре, кораллового цвета. 
Плоды – стручки диаметром 1–1,3 см. Семена, с другой стороны, имеют длину 8 мм, светло-коричневые и с черными пятнами.  
Все растение ядовито, особенно семена. 
Цветение и плодоношение круглый год.  Зимой листья опадают.

## Ареал
Аборигенный вид на Кубе и на острове Эспаньола. Там вид произрастает на песчаной почве в достаточно сухих местообитаниях и в различных нарушенных местообитаниях. 
Флорида; Вест-Индия; завезен также в Центральную Америку, Южную Америку, Азию, на острова Тихого океана, в Австралию. 

## Применение
Выращивают как декоративное растение. Является одним из наиболее распространенных ландшафтных растений в субтропических и тропических регионах и натурализовалась во многих районах; он является частью сложной гибридной группы, включающей три или четыре вида, которые симпатрически произрастают на западе Кубы. В торговле есть много сортов.
Это неприхотливое в уходе декоративное растение, которое размножается семенами. Семена следует замочить в воде на ночь перед тем, как посадить их в грунт. Процветает в тропических и субтропических регионах, а местами и в регионах с умеренным климатом. Однако растения не выдерживают никаких морозов. Произрастает а различных почвах , взрослые растения могут выдерживать засушливые сезоны. Место выращивания должно находиться на полном солнечном свете или, самое большее, в слегка затененном месте. Температура места выращивания в идеале должна оставаться выше +16°C. В период вегетации растение можно в среднем поливать, а вот в зимний период его вообще не нужно поливать, но можно дать почве высохнуть почти полностью до начала следующей вегетации и полива.